# روبرت دي فوي
كان روبرت هيرمان ألفريد دي فوي (23 مارس 1893 في غيرادسبيرغن - 15 أغسطس 1960 في بروكسل) قاضيا بلجيكيا، ورئيس جهاز أمن الدولة البلجيكي، أثناء احتلال النازيين لبلجيكا. أدت هذه الفترة من حيات دي فوي إلى نقاش تاريخي كبير حول إرثه، ولكن في فترة ما بعد الحرب عاد إلى منصبه القديم، منصب قبل الحرب، ونُصب من جديد، ضابطا أكبر وتحصل على وسام ليوبولد الثاني، واعتُرف به ضمن «الصالحين بين الأمم» من قبل دولة إسرائيل.

## حياته الشخصية
كان نجل الموظف المدني ليون دي فوي (1852-1942) وزوجته ماتيلد (ني دي فوس، 1860-1943). أنهى شقيقه مارسيل دي فوي (1890-1964) مسيرته في منصب رئيس لمحكمة الاستئناف في بروكسل، وكان شقيقه جوزيف دي فوي (1897-1967)  ضابطًا في الجيش البلجيكي. غير ليون اسمه عام 1919، من «ديفو» إلى «دي فوي» وفي عام 1934، اكتسب نبالة متوارثة.
تزوج روبرت دي فويفي عام 1941، من فرانسواز دو مونسو دي بيرجيندال (مواليد 1910)، شقيقة الكونت إيفان دو مونسو دي بيرجيندال (1909-2005)، نائب المدعي العام في بروكسل أثناء الحرب (عُزل في عام 1944، أعيد في عام 1956، مؤسس الصحيفة الأسبوعية الساخرة التي تدعى النقد اللاذع). لكنهم سرعان ما تطلقوا في عام 1943. ثم تزوج ثانية عام 1946، من الأرملة مارغريت تالون (1893-1960). لم ينجب في كلتا الزيجتين أطفالا.

## وظيفته المبكرة
بعد خدمته في الجيش البلجيكي خلال الحرب العالمية الأولى، درس روبرت القانون، وحصل على درجة الدكتوراه وقرر أن يصبح قاضياً.  كان منذ 1922 وحتى 1925، قاضيا في المحكمة العسكرية في جيش الاحتلال البلجيكي لرور، ألمانيا. و كان من 1925 إلى 1929، أول بديل للمدعي العام في أنتويرب.
ثم أصبح من 8 أغسطس 1933، نائب مدير في وزارة الأمن العام البلجيكي. أصبح مديرًا بالنيابة، بعد الوفاة المفاجئة لسلفه، البارون رينيه بيلتجنس (1879-1933).

### مدير عام جهاز أمن الدولة البلجيكي (1933-1940)
عُين دي فو في منصب رئيس جهاز الاستخبارات المدنية البلجيكي، في 30 ديسمبر 1934، وكان عليه التعامل مع مشاكل التوترات الدولية المتزايدة. اعتبرت العديد من الدول أن الشيوعية مهددة لأمانهم. حضرت أجهزة الأمن في البلدان المحايدة مثل هولندا وسويسرا وبلجيكا مؤتمرات مع دول أخرى، بما في ذلك ألمانيا النازية، للنظر في موقفها من الشيوعية. عُقد هذا المؤتمر في برلين في الفترة ما بين 30 أغسطس و3 سبتمبر 1937. حضر دي فوي فقط في النهاية. كان متحفظا بشأن مثل هذه الاجتماعات، وقلل من نسبة مشاركته فيها، إلى أدنى حد ممكن. بعد الحرب، أعلن دي فوي لقاضي تحقيق وصحفي من وكالة أسوشيتيد برس أنه لم تكن هناك أية صفقات بين الجستابو والشرطة البلجيكية بشأن المعركة المشتركة ضد الشيوعية. خلال فترة ولاية دي فوي، كان التجسس الألماني في بلجيكا في ارتفاع. أصبح دي فوي أول رئيس لجهاز المخابرات البلجيكي الذي أجرى مقابلة مع وسائل الإعلام حول عمل أمن الدولة، والذي أولى فيه اهتمامًا خاصًا لمهمة مكافحة التجسس. مثل دي فوي في يونيو 1938، وج. شنايدر، مدير وزارة الشؤون الخارجية والتجارة الخارجية، بلجيكا في مؤتمر إيفيان بفرنسا. بعد أن ضمت ألمانيا النمسا في أنشلوس بحلول مارس 1938، ارتفع عدد اليهود المقيمين غير البلجيكيين إلى 30.000. كان الجميع ينظر إلى مؤتمر إيفيان على أنه مؤتمر فاشل، فقد فشل في التوصل إلى اتفاق بشأن عدد اليهود الذين كانوا ينتقلون إلى المملكة المتحدة والولايات المتحدة. مع اقتراب الحرب، أمرت الحكومة البلجيكية، الممثلة آنذاك  بوزير العدل شارل دو بوس دي وارناف، دي فوي بوضع قوائم بـ «البلجيكيين والأجانب المشتبه فيهم». في القائمة، كان حضور قادة الحركات اليمينية والفاشية المتطرفة، مثل حزب ركسست (ليون ديغريل)، والحركة القومية الفلمنكية، وفيرديناسو (يوريس فان سيفرين)، وغيرهم، كما أيضًا حضور زعماء شيوعيون. إذا هاجم الألمان، فسيتعين القبض عليهم وحبسهم في أماكن آمنة. كما ذكرت القائمة الألمان أو غيرهم من الأجانب الذين لم يكن من المؤكد ما إذا كانوا يتعاطفون مع النازيين، على الرغم من أن الكثير منهم كانوا لاجئين يهود. قام الألمان في 10 مايو 1940، بغزو بلجيكا، وأُرسلت برقيات إلى سلطات الشرطة المحلية، وتوقيع «دي فوي» (لا يزال موضع خلاف إذا أرسلهم فعليًا) لبدء عمليات الاعتقال والترحيل إلى فرنسا.

## خلال الحرب
بعد أن تعرضت بلجيكا لهجوم واستسلم جيشها في 28 مايو 1940، اختار أدولف هتلر عدم تنصيب حكومة مدنية (كما فعل في هولندا)، ولكن قرر القيام باحتلال عسكري، برئاسة قائد الفيرماخت (قوة الدفاع: اسم القوات المسلحة لألمانيا من عام 1935 إلى 1945) ألكسندر فون فالكنهاوزن. بقيت الإدارة البلجيكية في مكانها، وبإشراف ألماني، حكمت بلجيكا، وفقًا للنظرية المتقدمة «الشر الأقل». ألغي الألمان أمن الدولة، لكنها استمرت في المنفى في لندن، تحت إشراف فرناند ليباج. عند عودة القوميين الفلمنديين الذين رُحلوا في يوليو 1940، أُلقي القبض على دي فوي وغيره من موظفي الخدمة المدنية الذين وصفوا بأنهم مسؤولين. ثم نُقل إلى ألمانيا، واحتُجز في البداية في فندق في مونستر، ثم نُقل إلى برلين. استُجوب واحتُجز لبضعة أسابيع، ثم أُطلق سراحه وأعيد إلى بلجيكا. أبلغ قائد الشرطة رينهارد هايدريش الجنرال إيرتيرت ريدر أن دي فوي كان على حاله ولم يستأنف أنشطته. سمح له للبقاء في منصبه، وقد أمرت الحكومة التي تديرها النازية دي فوي، بتبادل قوائم من المشتبه بهم مع جميع المنظمات الحكومية ومن ثم تجميعها. وشمل ذلك القوميين الفلمنديين والشيوعيين والمواطنين غير البلجيكيين، ومعظمهم من اللاجئين اليهود من ألمانيا وبولندا. صُدر هؤلاء الأشخاص إلى فرنسا باستخدام ما يسمى بـ «القطارات الوهمية»، التي دُمرت السجلات الخاصة بها، لكن من المعروف أنه قٌبض على 3000 شخص على الأقل، في أنتويرب وحدها. كان يوريس فان سيفرين، زعيم الحزب الفاسي المؤيد لبلجيكا، من بين 79 شخصًا الذين رُحلوا عن طريق القطار الوهمي، كما قُتل 21 شخصًا على أيدي الجنود الفرنسيين في أبفيل. من بين الأشخاص الذين رُحلوا عن طريق «القطارات الوهمية»، أُطلق سراح الفيرماخت، بمن فيهم اليهود البلجيكيون، وهم اليهود الوحيدون الذين أطلق سراحهم الجيش الألماني النازي. إحتًجز3537 يهوديًا يحملون جوازات سفر ألمانية ونمساوية ونُقلوا إلى أوشفيتز-بيركيناو للمعالجة. خلف دي فوي في 1 أكتوبر 1943  غاستون شويند كأمين عام لوزارة العدل. في الوقت نفسه، استولى الفيرماخت على مراقبة الأجانب في بلجيكا، وتصاعدت عمليات الاعتقال والترحيل إلى حد كبير. عند غزو قوات الحلفاء لنورماندي في يونيو / حزيران، أعفى النازيون دي فوي من منصبه. جزئيا، كان الدافع وراء ذلك هو الشائعات التي تفيد بأنه «رجل لندن»، بعد اتصاله، وفقًا لسجلات ما بعد الحرب، بالمقاومة البلجيكية عن طريق كل من والتر جانشوف، فان دير ميرش، وويليام أوجوكس. بعد  تعيين روبرت جان فيربيلن على رأس فيلق الأمن العلمي « دي فلاغ فييليغيدسكوربس» ، وهي قوة أمنية من قوات الأمن الخاصة النازية في بلجيكا، فشلت محاولة لقتل دي فوي. خلال الأسابيع الأخيرة من الاحتلال، كان دي فوي يختبئ خوفا من الاغتيال.